# 颶風約翰 (2024年)
颶風約翰（英語:Hurricane John）是2024年9月在墨西哥南部引發致命洪災和破紀錄降雨的強破壞性的熱帶氣旋。作為2024年太平洋颶風季的第11個被命名風暴、第4場颶風及第2場大型颶風，它起源於墨西哥南部近海的低壓區。9月22日下午，該低壓增強為熱帶低氣壓10E，並於次日上午發展為熱帶風暴「約翰」。經歷快速增強後，約翰在9月24日從熱帶風暴爆發性增強為三級颶風，並於當日以該強度在格雷羅州登陸。進入內陸後，約翰迅速減弱，同日便在墨西哥上空消散。然而，其中層殘餘環流重新移回海洋，在有利條件下再度發展。9月27日，約翰重新達到一級颶風強度，隨後以熱帶風暴強度在米卻肯州二次登陸，數小時後消散於沿海山脈上空。
颶風約翰為墨西哥西南部沿海地區帶來強風、毀滅性洪水和多處土石流災害。格雷羅州部分地區累計降雨量達950毫米（約37.4英寸），鄰近的瓦哈卡州和米卻肯州也出現類似極端降雨。瓦哈卡州超過9.8萬人受停電影響。截至9月28日統計，與颶風約翰相關的死亡人數已達29人，估計這場風暴對墨西哥南部造成24.5億美元的經濟損失。
由於風暴對墨西哥造成嚴重影響，名稱約翰從太平洋颶風命名表中退役，並由傑克（Jake）取代。

## 氣象歷史
9月21日，一個低壓在墨西哥南部近海形成，美國海軍研究實驗室給予擾動編號94E。
9月22日下午3時，國家颶風中心將其升格為熱帶低氣壓，給予熱帶氣旋編號10E。
9月23日凌晨0時，國家颶風中心將其升格為熱帶風暴，命名為約翰（John）。上午11時45分，國家颶風中心將其升格為一級颶風。下午3時，國家颶風中心將其升格為二級颶風。晚上9時，國家颶風中心將其升格為三級颶風。
晚上9時15分，約翰在格雷羅州登陸，登陸時強度為105節(195公里每小時)。
9月24日凌晨0時，國家颶風中心將其降格為二級颶風。凌晨3時，國家颶风中心將其降格為一級颶風。上午6時，國家颶风中心將其降格為熱帶風暴。中午12時，國家颶風中心表示約翰已減弱為一殘餘低壓。
9月25日上午9時，國家颶風中心重新將該殘餘低壓升格為熱帶風暴，並繼續沿用名稱‘約翰 (John)’。
9月26日上午6時，國家颶風中心再次將其升格為一級颶風。晚上9時，國家颶風中心再次將其降格為熱帶風暴。
9月27日凌晨0時，國家颶風中心表示約翰已減弱為一殘餘低壓。

## 準備措施
9月22日上午，當約翰成為熱帶風暴之際，墨西哥氣象部門隨即發佈了從蓬塔馬爾多納多至瓦哈卡州薩利納克魯斯的熱帶風暴監視警報。隔日上午1時，氣象單位將警戒範圍升級，對從蓬塔馬爾多納多至瓦圖爾科發佈熱帶風暴警告，並將熱帶風暴監視範圍延伸至薩利納克魯斯。同時，當局也在熱帶風暴警告區域內發布了颶風監視警報。數小時後，颶風監視警告升級為颶風警告。墨西哥當局對格雷羅州和瓦哈卡州發布最高級別的紅色緊急警報。颶風約翰為墨西哥部分地區帶來的威脅尤為嚴峻，這些地區仍在從去年颶風奧蒂斯的破壞中恢復——該颶風同樣經歷了類似的快速增強過程。墨西哥公民保護秘書處（SSPC）亦計劃疏散瓦哈卡州埃斯孔迪多港的遊客。該城市的所有商業活動亦取消。埃斯孔迪多港國際機場也在風暴持續期間關閉運營。 當局預先設置了80餘處緊急避難所，並安全疏散了3,000名居民。 墨西哥聯邦電力委員會（CFE）緊急調派1,400餘名電工、多台工程起重機及應急發電設備，全力搶修受災地區電力系統。格雷羅州和瓦哈卡州各地學校均停課。

## 影響
在颶風約翰登陸後的最初幾小時內，格雷羅州和瓦哈卡州部分地區的累積降雨量已超過250毫米（10英寸）。阿卡普爾科的累計降雨量超過500毫米（20英寸）。颶風「約翰」在格雷羅州降下1,442毫米（56.8英寸）的驚人雨量，這個數字達到前一年颶風「奧蒂斯」過境時降雨量的五倍之多；當地有19個社區完全遭洪水淹沒，超過2,000戶民宅慘遭水患侵襲。部分受颶風「約翰」影響的地區，單就這場風暴帶來的降雨量，就達到當地年均降雨量的80%。鄰近的恰帕斯州、韋拉克魯斯州、米卻肯州和普埃布拉州同樣遭遇暴雨侵襲。颶風「約翰」帶來的降雨量堪稱歷史性，較1997年重創墨西哥南部的颶風寶琳高出214%。此次風災至少造成29人罹難：格雷羅州23人、瓦哈卡州5人、米卻肯州1人。格雷羅州州長埃弗琳·薩爾加多（Evelyn Salgado）通報，特拉科阿奇斯特拉瓦卡市（Tlacoachistlahuaca）境內發生山體滑坡，已造成2人罹難。此外，馬利納爾特佩克市（Malinaltepec）一名70歲婦女因山體滑坡沖毀其住宅而不幸罹難。墨西哥西南沿海地區多處發生土石流災害，多間民宅的鐵皮屋被強風掀飛。根據統計，瓦哈卡州境內至少發生80起土石流災害，導致該州多條道路中斷、多個社區成為"孤島"。阿卡普爾科市（Acapulco）有13間餐廳因災倒塌。墨西哥聯邦政府國家民防協調中心（National Civil Protection Coordination）在阿卡普爾科市（Acapulco）洪澇災區中成功營救出5,120名受困民眾。根據Gallagher Re截至2025年1月的統計數據顯示，颶風「約翰」造成的經濟損失已達24.5億美元（USD$2.45 billion）。颶風過後，墨西哥海軍立即啟動DN-III-E計劃（救災救援行動計劃），緊急調派25,000名軍事人員投入救災，協助受「約翰」影響的受災民眾。墨西哥國家民防協調中心（National Civil Protection Coordination）緊急調派至少18,728名國際救援特遣隊員馳援災區。在格雷羅州科斯塔奇卡（Costa Chica）與科斯塔格蘭德（Costa Grande）地區，已有5,000名災民被安置於臨時風暴避難所。在瓦哈卡州，超過9.8萬人遭遇停電之際，當局緊急部署1.8萬名武裝部隊成員及政府工作人員投入應急救援行動。世界中央廚房（World Central Kitchen）向受災民眾分發超過87.8萬份餐食。 墨西哥總統克勞迪婭·辛鮑姆（Claudia Sheinbaum）宣布一項80億比索（約合4億美元）的重建援助計劃，旨在恢復阿卡普爾科市旅遊業並提升公共服務設施。

## 永久除名
由於颶風造成了廣泛的破壞和傷亡，世界氣象組織於2025年4月將約翰從東太平洋颶風命名名單中永久除名，它將永遠不會再使用。在2030年，它將被傑克（Jake）取代。